# Geoff Kabush
Geoff Kabush, né le 14 avril 1977 à Comox, est un coureur cycliste canadien, membre de l'équipe Scott-3Rox Racing depuis 2012.

## Palmarès en VTT

### Championnats du monde
- 2009
  -  Médaillé d'argent du relais mixte

### Coupe du monde
- Coupe du monde de cross-country 
  - 4e en 2008
  - 8e en 2009 (vainqueur d'une manche)
  - 21e en 2012
  - 27e en 2013
  - 36e en 2014
  - 65e en 2015

### Championnats panaméricains
- 2007
  -  Champion panaméricain de cross-country

### Jeux d'Océanie
- 2006
  -  Médaillé d'or en cross-country

### Championnats du Canada
- Champion du Canada de cross-country : 2005, 2006, 2007, 2008, 2009, 2010 et 2014
- Champion du Canada de cross-country marathon : 2016

## Palmarès en cyclo-cross
- 2004-2005
  - Cyclo-cross de Gloucester, Gloucester
  - 2e du championnat du Canada de cyclo-cross
- 2005-2006
  -  Champion du Canada de cyclo-cross
- 2006-2007
  - 2e du championnat du Canada de cyclo-cross
- 2008-2009
  -  Champion du Canada de cyclo-cross
  - Jim Horner Cyclocross Grand Prix, Edmonton
- 2009-2010
  -  Champion du Canada de cyclo-cross
  - Jim Horner Cyclocross Grand Prix, Edmonton
- 2010-2011
  - USGP of Cyclocross #5 - Mercer Cup 1, Fort Collins
- 2012-2013
  -  Champion du Canada de cyclo-cross
  - BC Grand Prix of Cyclo-cross, Steveston
- 2013-2014
  -  Champion du Canada de cyclo-cross
  - BC Grand Prix of Cyclo-cross, Surrey
- 2014-2015
  - Manitoba GP of Cyclocross, Winnipeg
- 2017-2018
  - 2e du championnat du Canada de cyclo-cross
- 2018-2019
  - 2e du championnat du Canada de cyclo-cross

## Palmarès sur route
- 2017
  - Tour de Nez